# Chapelle Saint-Michel d'Épinal
Pour les articles homonymes, voir Chapelle Saint-Michel.
La chapelle Saint-Michel d’Épinal est une chapelle catholique de style gothique, construite entre 1477 et 1479 sur un éperon de grès rose, Mont-le-Duc, à proximité du centre d’Épinal, dans les Vosges. C’est la seule chapelle médiévale qui subsiste dans la périphérie de la ville. Ses voûtes sont ornées de peintures murales du XVe siècle. Une travée supplémentaire, de style néo-roman, a été ajoutée en 1876. La chapelle Saint-Michel est inscrite à l’inventaire des monuments historiques depuis le 6 mai 1992.
Elle a été appelée aussi « chapelle du patronage » ou « chapelle des Franciscains ».

## Historique
Cette chapelle est fondée le 18 mars 1479 par le bourgeois René Molot, un des quatre jurés-gouverneurs de la ville d’Épinal entre 1464 et 1476, après accords du chapitre d’Épinal puis du duc de Lorraine René II. On y dit deux messes par semaine pour le repos de son âme. La chapelle est dès l’origine dédiée à saint Michel dont le culte connaît à la fin du Moyen Âge un renouveau dans le Nord-Est de la France, notamment à cause de son rôle dans la spiritualité de Jeanne d’Arc.
Dès le XVe siècle, la chapelle donne son nom au faubourg en contrebas jusque-là appelé faubourg de la Fontaine puis à la rue et ensuite au cimetière érigé au moment de la Révolution.
Le 20 décembre 1791, la chapelle est vendue comme bien national ; elle est utilisée durant 80 ans comme bâtiment à usage agricole.
Le 22 décembre 1876, l’abbé Michel Auguste Brenier, curé d’Épinal, la rachète. Il mène une campagne de restauration de 1876 à 1880. Il fait notamment ajouter une travée supplémentaire de style néo-roman qui forme la façade ouest de la chapelle donnant sur la ville. La chapelle est rendue au culte. À la mort de son nouveau propriétaire, le 15 septembre 1900, elle est donnée à la paroisse. Un bâtiment est ajouté à l’est pour servir de salle aux activités de patronage.
Un gardien habite sur place jusqu’en 1987 mais la chapelle est progressivement abandonnée. Le vandalisme dont elle est l’objet décide l’association propriétaire à réagir. La chapelle est inscrite à l’inventaire supplémentaire des Monuments historiques en 1992. M. Gérard Adam entreprend sa rénovation à partir de 1993. Le bâtiment adjacent est démoli et les alentours sont aménagés.

Gravure d'après Charles Pensée.
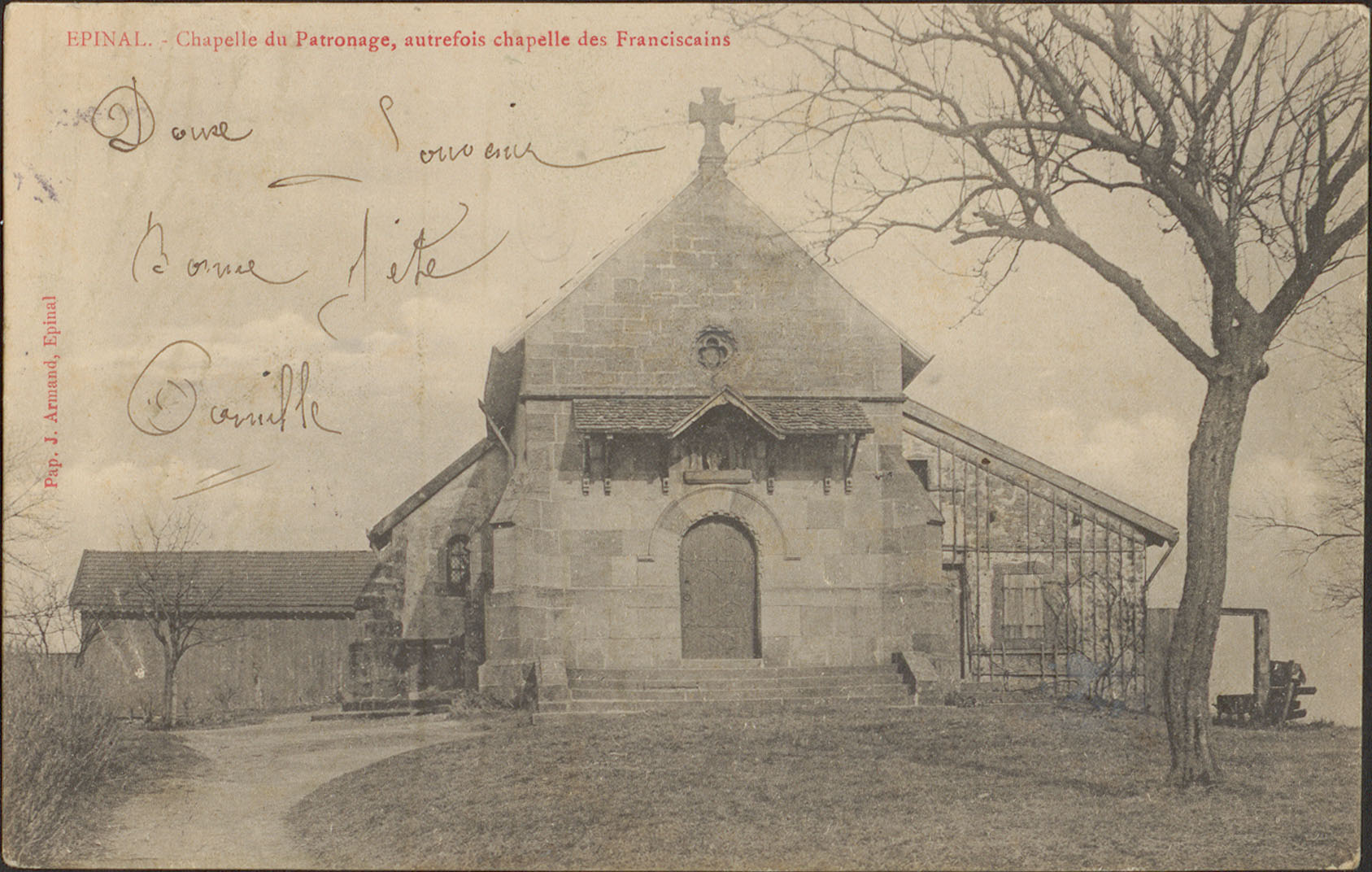
Carte postale ancienne.

## Fresques et mobilier

### Les fresques
Les fresques qui ornent les voûtes du chœur et de la dernière travée de la nef, datées du XVe siècle, figurent parmi les mieux conservées du département mais « mériteraient d'être rénovées ». Celles du chœur représentent le Jugement dernier, l’entrée au Paradis où figurent Saint Michel et Saint Pierre, ainsi que des anges musiciens. Celles de l’avant-chœur offrent une représentation des quatre évangélistes.

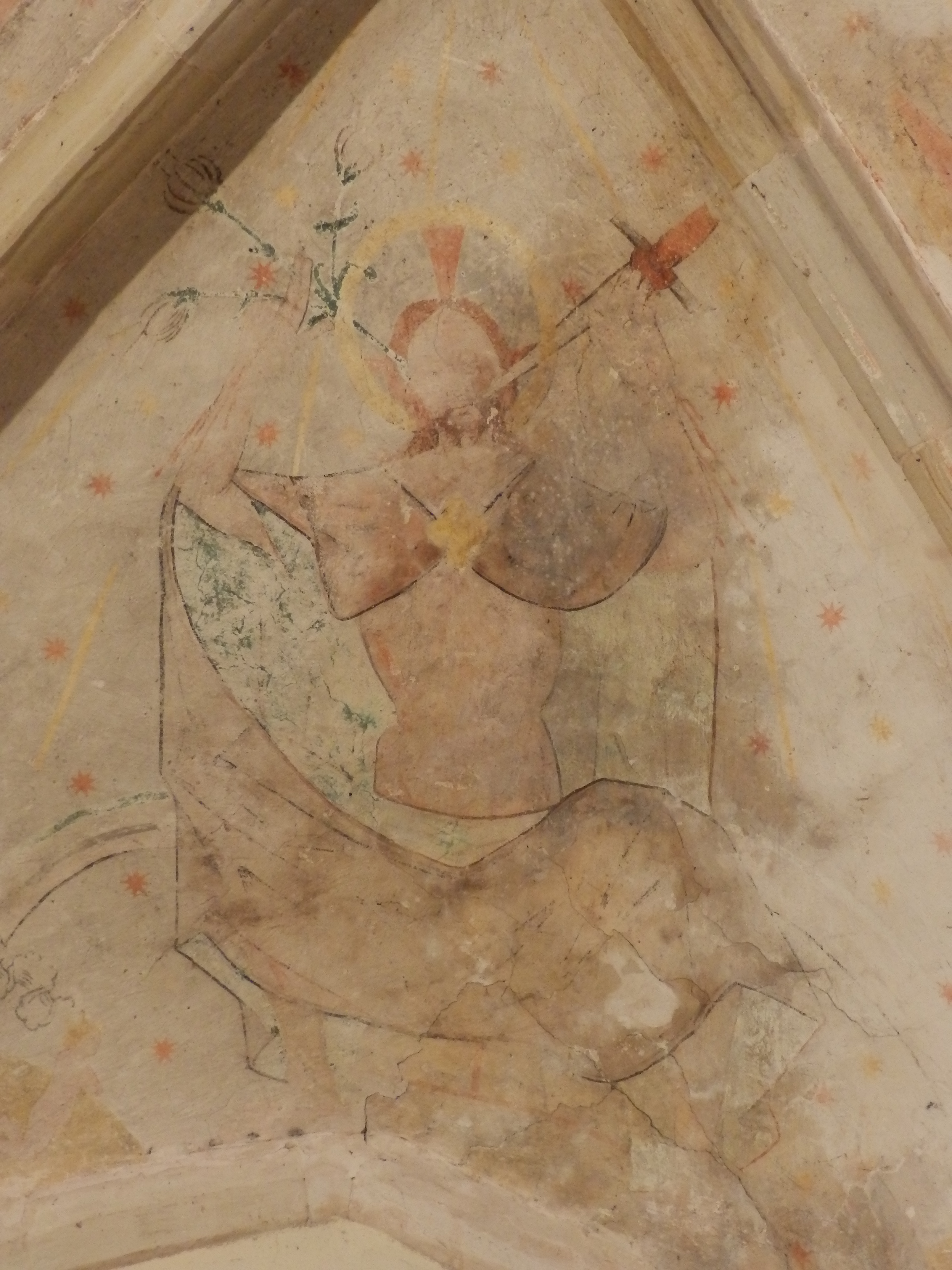
Le Christ au Jugement dernier.
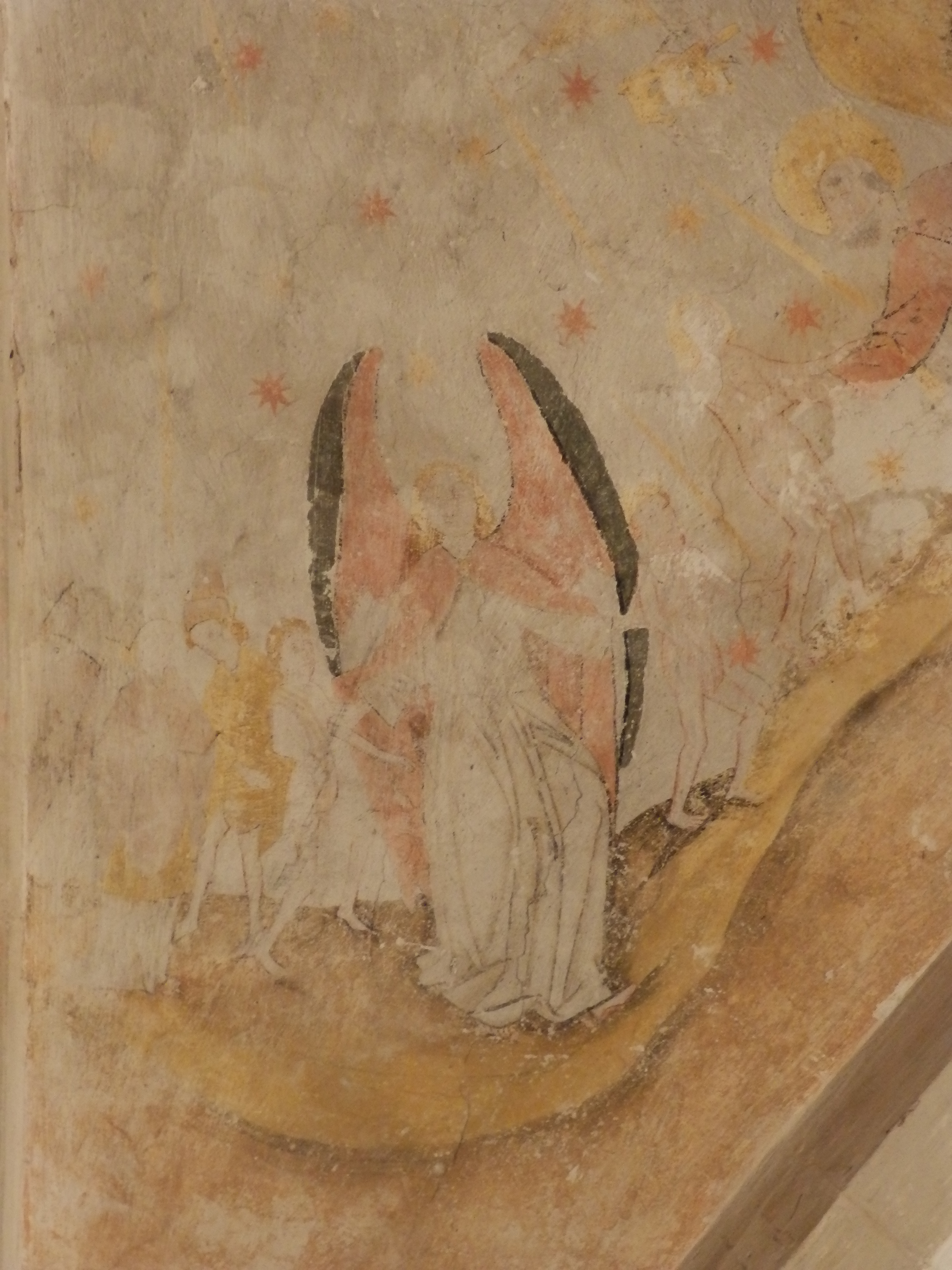
Saint Michel fait entrer les âmes des défunts au Paradis.
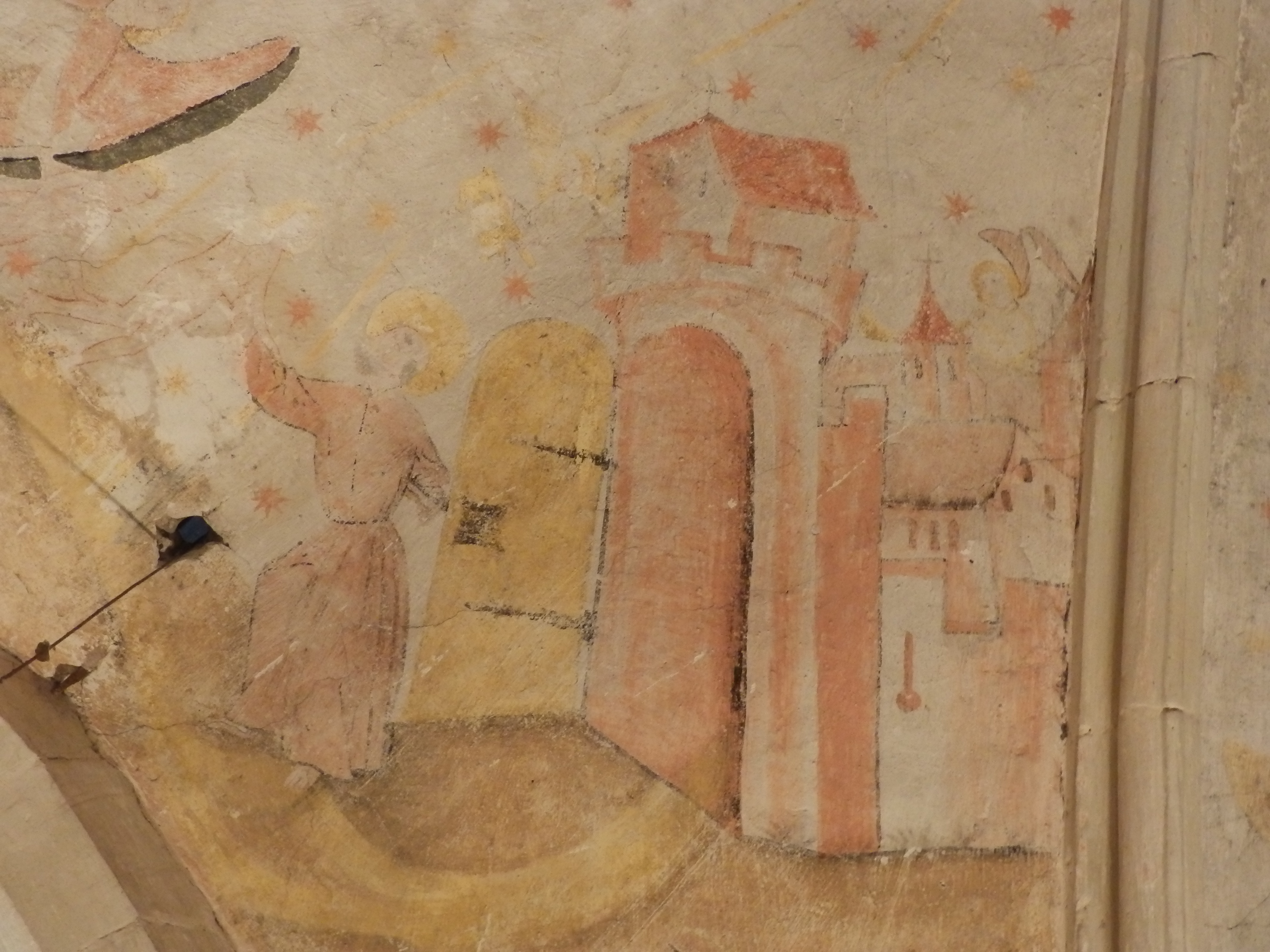
Saint Pierre à l'entrée du Paradis.
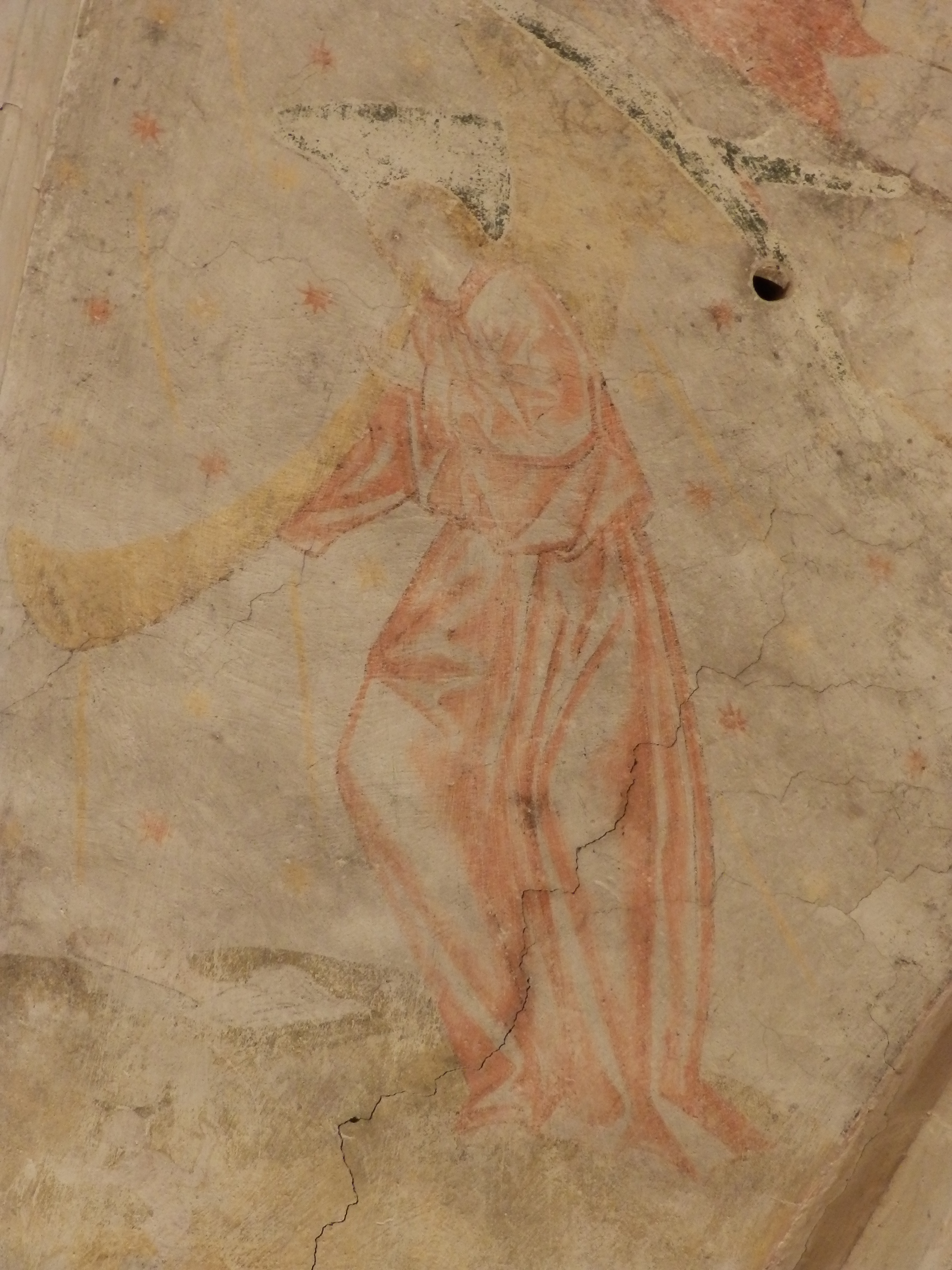
Ange buccinateur.
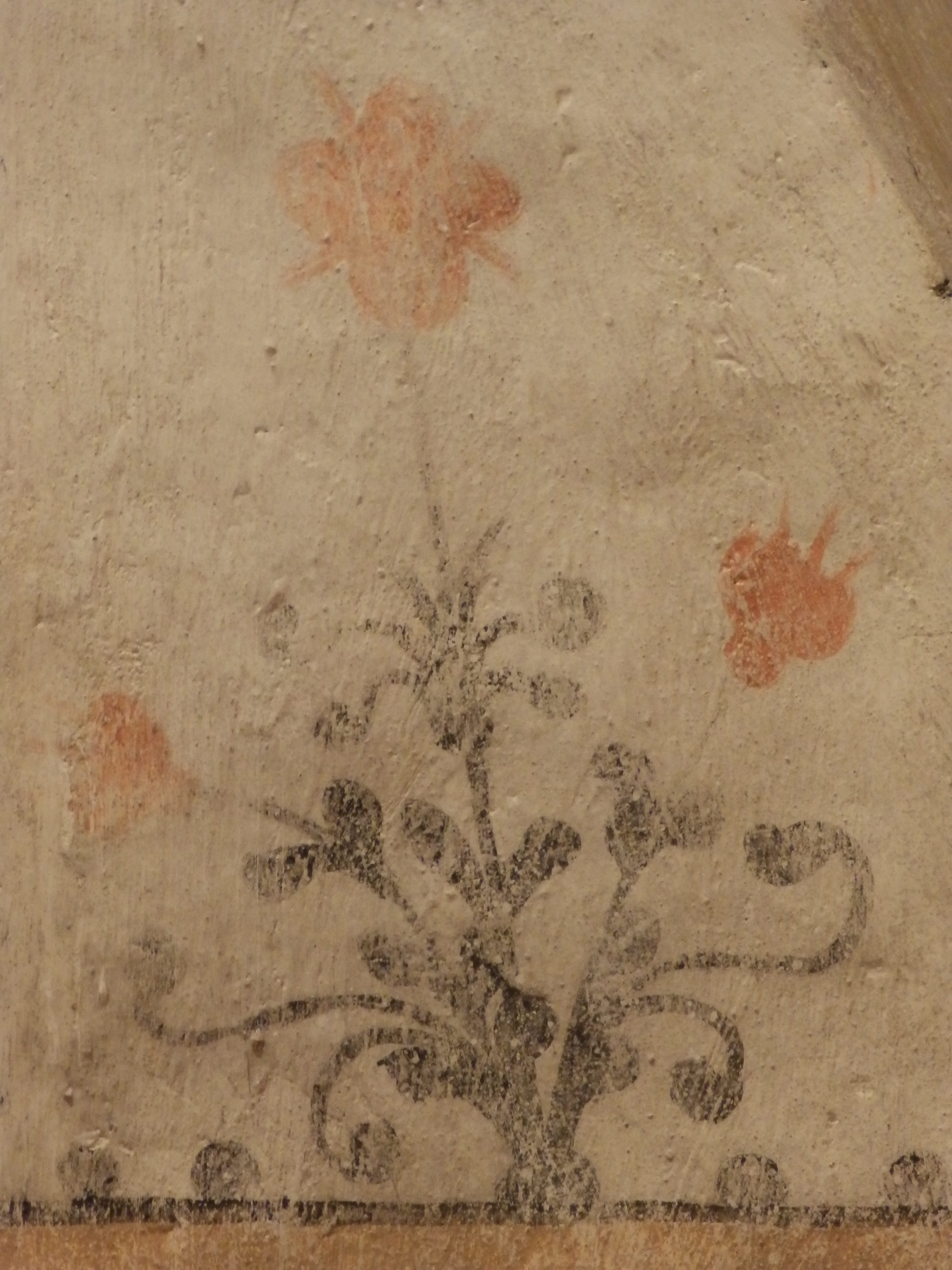
Motif floral.
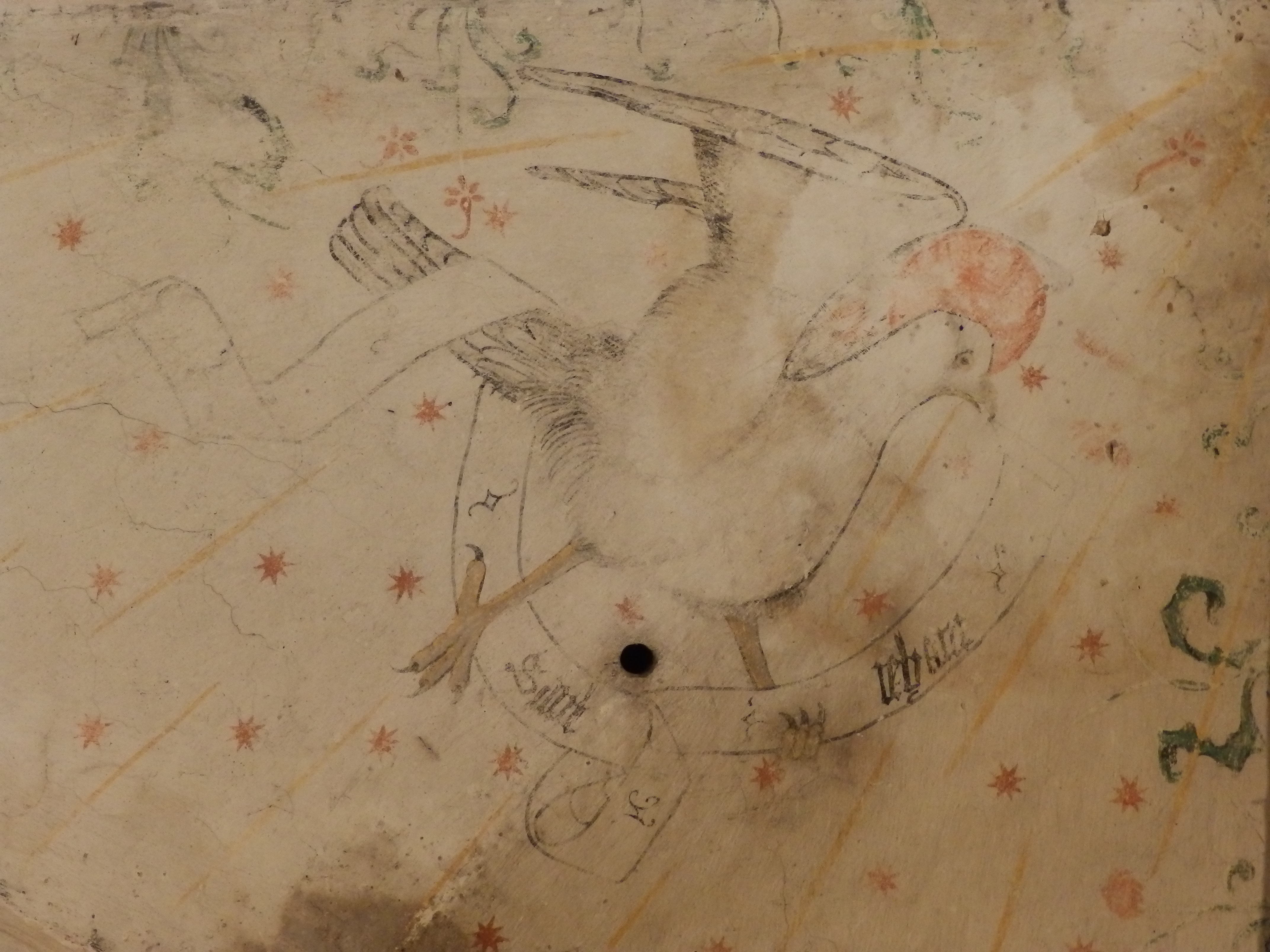
L'aigle de l'évangéliste Jean.
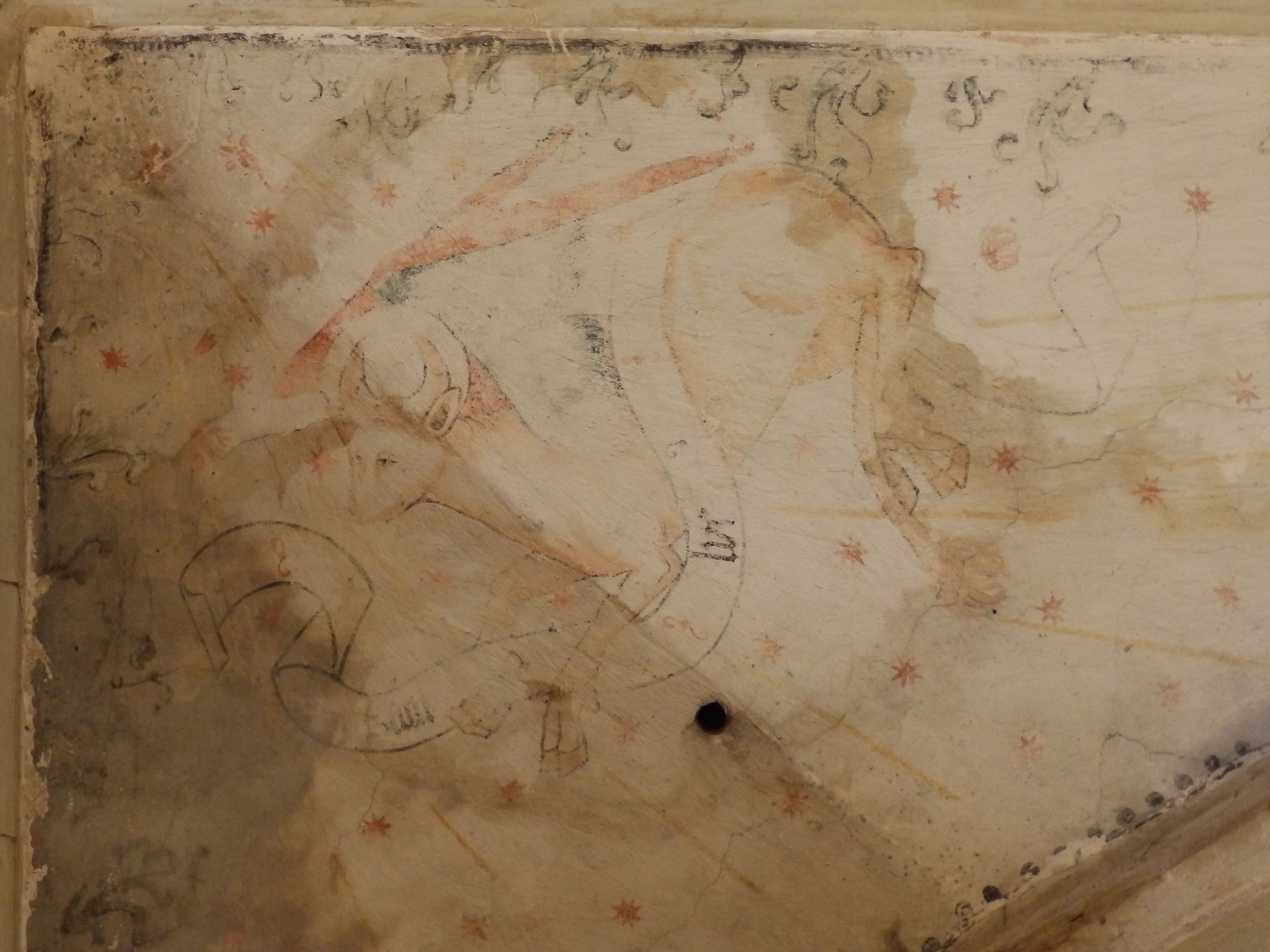
Le taureau de l'évangéliste Luc.

### La mise au tombeau
Cet ensemble pictural était complété par une mise au tombeau, vraisemblablement installée dans la chapelle du flanc sud, adjacente et contemporaine du chœur et de l'avant-chœur . Elle comprenait huit personnages : Joseph d’Arimathie et Nicodème encadrant le corps du Christ reposant sur un sarcophage formaient un premier groupe, la Vierge, Saint Jean, Marie-Madeleine, Marie-Cléophas et Marie-Salomé constituant un second groupe en arrière-plan. Cette mise au tombeau a pris place en 1809 dans l’actuelle basilique Saint-Maurice d’Épinal pour y remplacer une précédente mise au tombeau détruite en 1792. Elle s’y trouve toujours et a été classée monument historique au titre des objets immobiliers avec l’ensemble de l’église dès 1846.

### La statuaire
Les autres statues anciennes ont également été vendues en 1809, de sorte que les quelques statues remarquables de la chapelle aujourd’hui n’y figurent que depuis la dernière campagne de rénovation.
En 1996 une statue en bois de tilleul représentant Saint Michel, commandée à l’artiste Monik Grandemange, vient occuper la petite chapelle où se trouvait la Mise au tombeau. En 2004 sont ensuite installées trois statues de pierre provenant de la façade de l’école de la Bourse, place Jeanne d’Arc à Épinal, où elles avaient été posées en 1872 : l’une représente une Vierge à l’enfant, une autre Jeanne d’Arc et la troisième Saint Vincent de Paul.

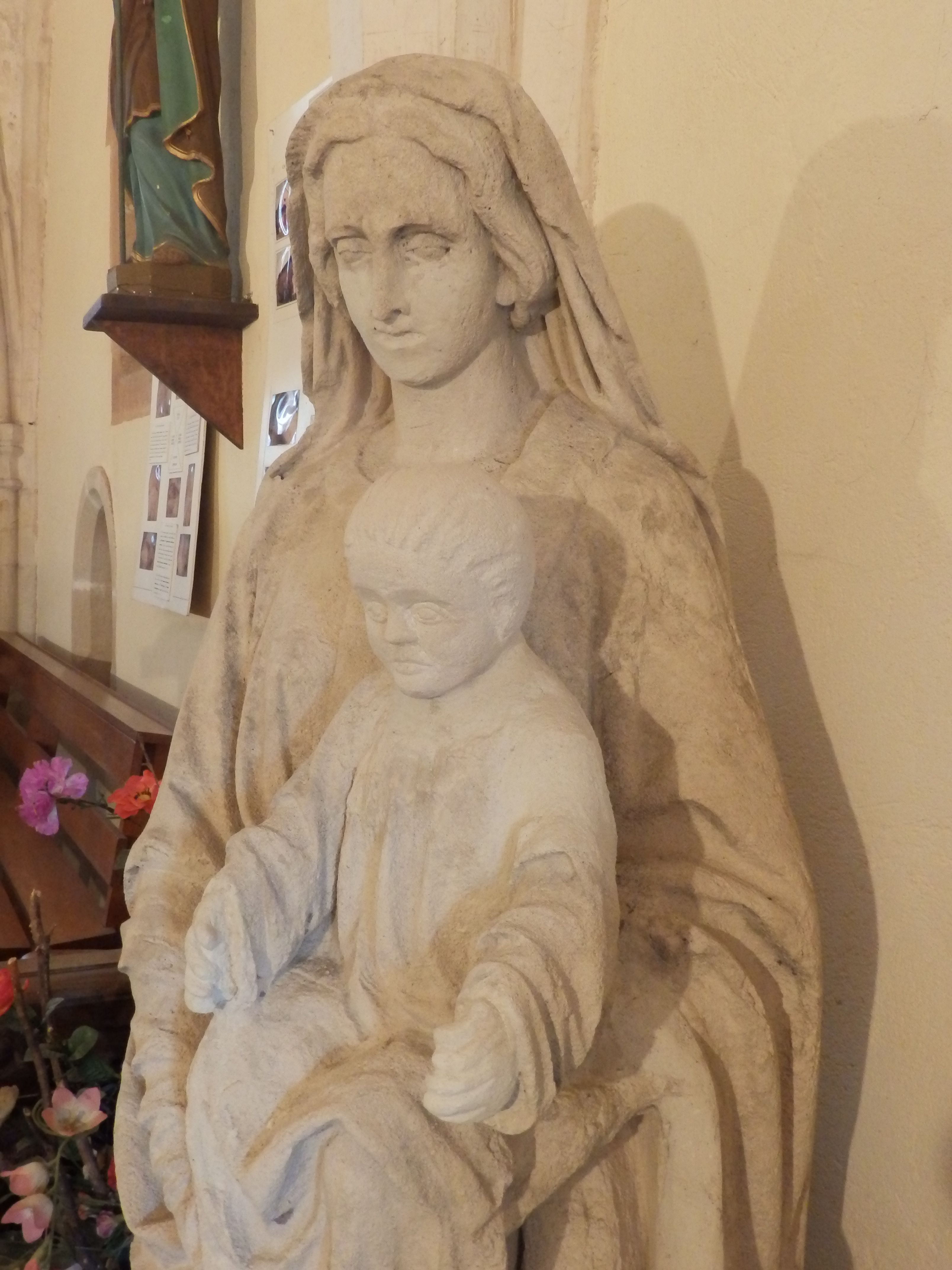
Vierge à l'enfant.
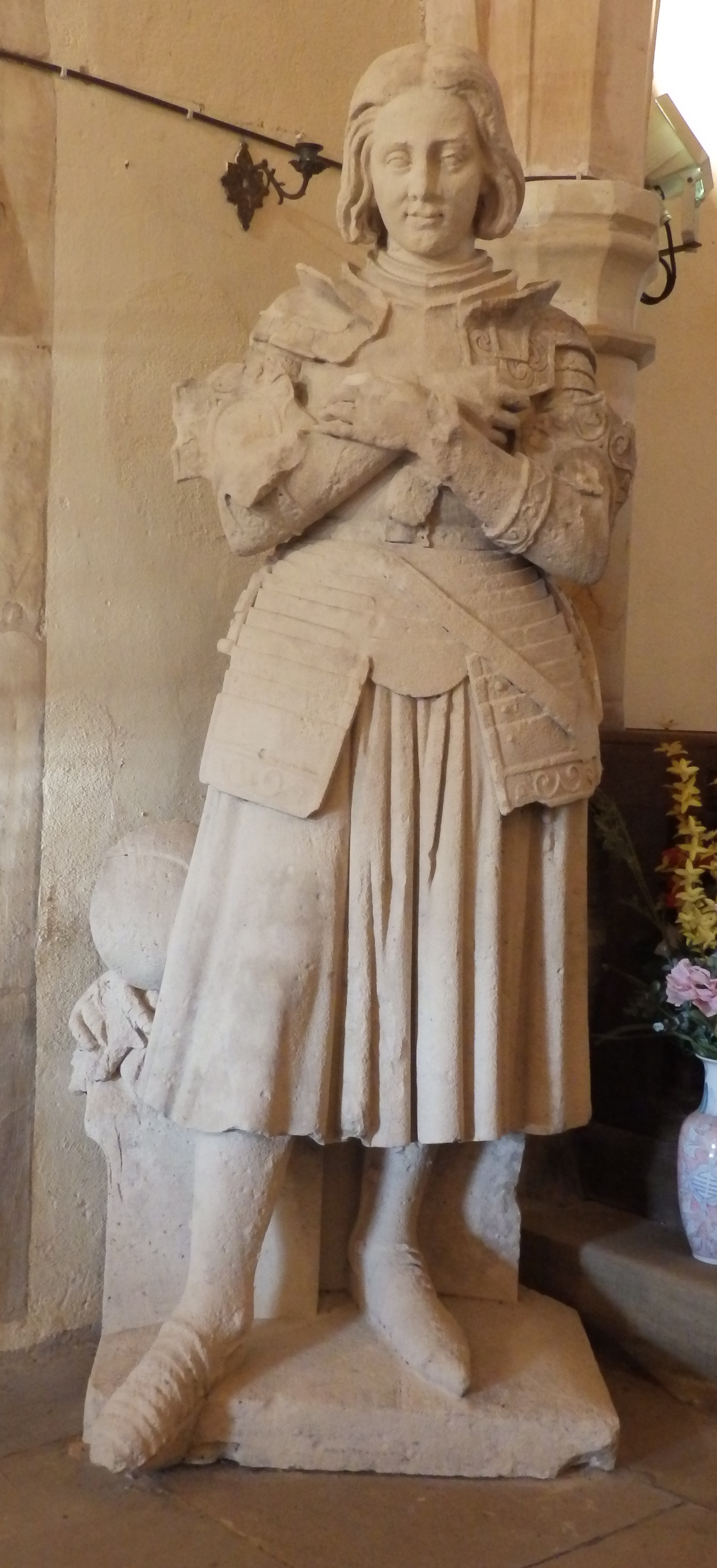
Jeanne d'Arc.
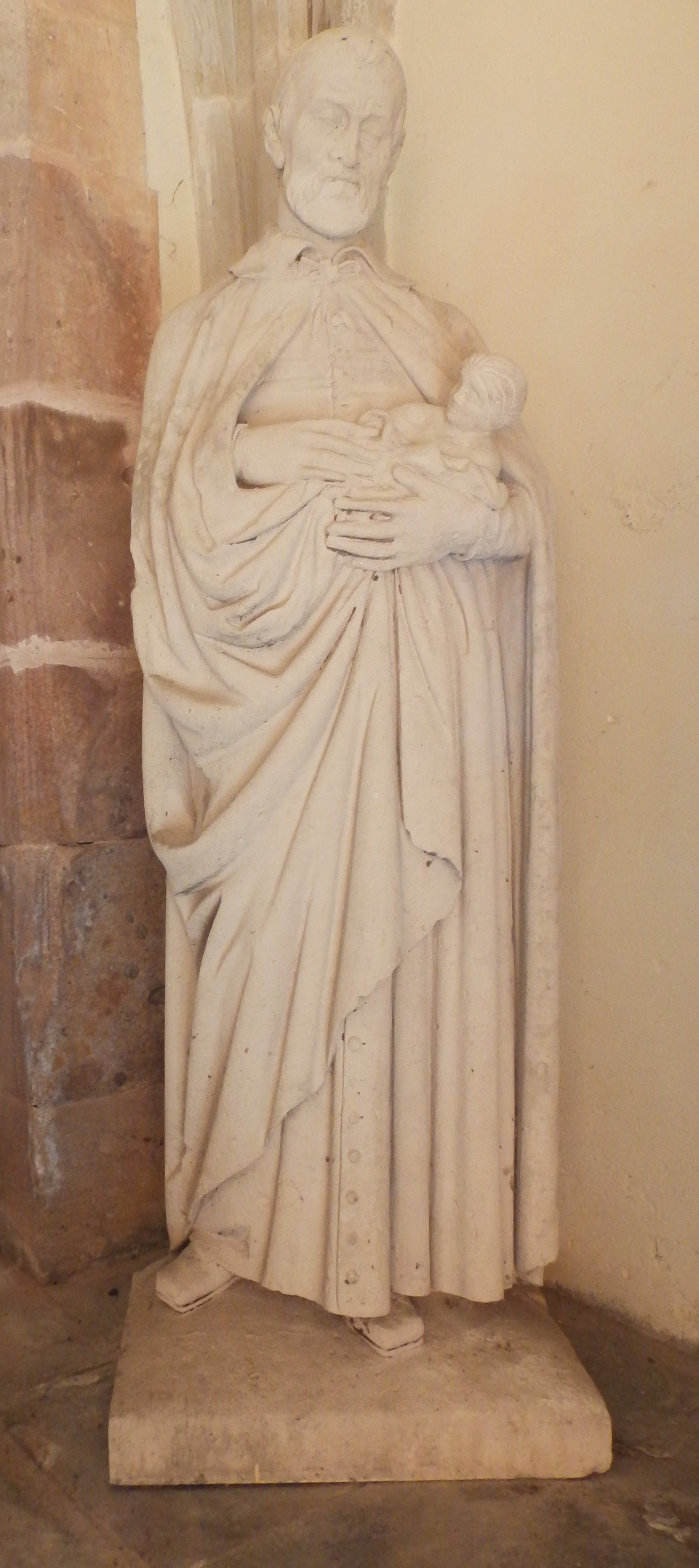
Saint Vincent de Paul.